# Спартак (футбольный клуб, Цхинвал)
«Спарта́к» — югоосетинский футбольный клуб из Цхинвала, в ряде источников рассматриваемый как преемник советского клуба «Спартак» (Цхинвали). С 1993 по 2008 год команда выступала в чемпионате Осетии.. 

## Названия
- до 1989, с 1993 по середину 1990-х, 2006, с 2008 — «Спартак»
- с середины 1990-х до 2005 — «Юность»[5]
- 2007 — «Цхинвал»

## История
С 1968 по 1970 год цхинвальский «Спартак» провёл 3 сезона в Классе «Б» СССР. 2 мая 1993 года «Спартак» дебютировал в чемпионате Осетии по футболу матчем во Владикавказе против СКГМИ, а в 1994 году клуб завоевал свой первый титул чемпиона Осетии. В середине 1990-х, в связи с рядом политических причин, команда продолжила выступление в чемпионате Осетии под другим названием — «Юность» (Владикавказ).
В 2006 году команду вернула себе название «Спартак», однако в 2007 году один сезон выступала под названием ФК «Цхинвал», после чего, в 2008 году, вновь переименовалась в «Спартак». 23 августа 2008 года «Спартак» сыграл на своём поле товарищеский матч с владикавказской «Аланией», посвящённый памяти погибших в Южной Осетии в ходе войны в Грузии.

## Достижения
- Чемпион Осетии: 1994, 1995, 2005; серебряный призёр: 1993; бронзовый призёр: 2008
- Обладатель Кубка Осетии:  2002, 2005

### СССР
Приведена статистика «Спартака» (Цхинвали), в ряде источников рассматриваемого как прямого предшественника нынешней команды «Спартак» (Цхинвал).
| Год  | Соревнование                             | Место | И  | В | Н  | П  | М     |
| ---- | ---------------------------------------- | ----- | -- | - | -- | -- | ----- |
| 1968 | Класс «Б», 4-я зона РСФСР                | 19    | 40 | 6 | 14 | 20 | 31-59 |
| 1969 | Класс «Б», Закавказская зона             | 19    | 38 | 8 | 13 | 17 | 30-48 |
| 1970 | Класс «Б», 4-я зона РСФСР, 1-я подгруппа | 16    | 34 | 7 | 7  | 20 | 25-56 |

 3-й уровень системы лиг
 4-й уровень системы лиг

### Осетия
| Год  | Соревнование     | Место | И  | В  | Н | П  | М      | Тренер | Примечания |
| ---- | ---------------- | ----- | -- | -- | - | -- | ------ | ------ | ---------- |
| 1993 | Чемпионат Осетии | 2     |    |    |   |    |        |        |            |
| 1994 | Чемпионат Осетии | 1     |    |    |   |    |        |        |            |
| 1995 | Чемпионат Осетии | 1     |    |    |   |    |        |        |            |
| 2004 | Чемпионат Осетии | 10    | 26 | 6  | 4 | 14 | 43-63  |        |            |
| 2005 | Чемпионат Осетии | 1     | 26 | 22 | 1 | 3  | 106-41 |        |            |
| 2006 | Чемпионат Осетии | 5     | 22 | 9  | 5 | 8  | 55-41  |        |            |
| 2007 | Чемпионат Осетии | 5     | 26 | 13 | 2 | 11 | 77-73  |        |            |
| 2008 | Чемпионат Осетии | 3     |    |    |   |    |        |        |            |

В грузинских турнирах, в том числе в Высшей лиге с сезона 2005/06 и в Кубке страны принимает участие команда «Спартаки-Цхинвали», создающая, ввиду аффилированного с регионом названия, впечатление базирования в Южной Осетии, хотя на самом деле базируется в Гори (некоторое время в Тбилиси), причём матч ФК «Цхинвали» (предшествующая местная «цхинвальская» команда имела такое название) с командой «Динамо-Сухуми» (в итоге просуществовала только один сезон), базировавшейся в Тбилиси, являлся матчем открытия чемпионата 2005/06.
В августе 2009 года было распространено заявление о том, что клуб примет участие турнире Первого дивизиона России, в связи с чем министерством культуры, спорта и охраны памятников Грузии в ФИФА будет направлена жалоба. Информация об участии «Спартака» в российских турнирах была опровергнута министерством по физической культуре, спорту, туризму и делам молодёжи Южной Осетии.

## Известные игроки
- Кокоев, Эдуард Борисович